# Podabrus masatakai
Podabrus masatakai es una especie de coleóptero de la familia Cantharidae.

## Distribución geográfica
Habita en Japón.